# Euproctis acatharta
Euproctis acatharta är en fjärilsart som beskrevs av Turner 1906. Euproctis acatharta ingår i släktet Euproctis och familjen tofsspinnare. Inga underarter finns listade i Catalogue of Life.